# 致死性家族失眠症
致死性家族失眠症（Fatal familial insomnia，縮寫為），一種罕見的家族性體染色體顯性遗传疾病。與傳染性海綿狀腦病類似，由朊毒体（prion）引起。它絕大多數是由PrPSC蛋白的突變引起。有些不具備此突變因子的病患也發生了類似的疾病，被稱為自發性致死失眠症（sporadic fatal insomnia，縮寫為）。目前是絕症，無法治療。

## 症狀
疾病的發病時間不一定，一般是在35歲至60歲之間發病，平均發病年齡是50歲。最常在病患的中年或晚年發作，特別是在分娩后。通常在發病之後7到36個月之間，就會致死。這個疾病會損傷病患的丘腦。在不同病人間，產生的症狀有很大的不同，既使是同一個家族，也非人人相同。目前可以由基因檢測來早期發現問題。
這個疾病的發展可以分成四個階段，約7到18個月間會被完成：
1. 病人的失眠狀況每日俱增，日漸嚴重，可能因此而有恐慌發作、偏執狂、恐懼症產生。這段時間約維持4個月。
2. 病患產生幻覺、恐慌發作，症狀日漸明顯，約持續5個月。
3. 病人完全無法入睡，體重急速減輕。約持續3個月。
4. 病人出現失智症，對外界刺激沒有反應，變得麻木或陷入昏迷，時間約持續6個月。這是最後一個階段，病人之後將保持這個狀況直到死亡。

此外的其他症狀有，盜汗、瞳孔縮小、脖子僵硬、血壓與心跳升高，男性突然性無能，女性突然進入更年期。便秘也是常見症狀。

## 外部連結
- （英文）"The Family that Couldn't Sleep" （页面存档备份，存于） book by D.T. Max （页面存档备份，存于）
- （英文）Schadler, Jay; Viddy, Laura. . ABC News.   [2016-11-20]. （原始内容存档于2017-01-08）.
- （英文）AFIFF Fatal Familial Insomnia Families Association website （页面存档备份，存于）